# Audla
Koordinaten: 58° 28′ N, 23° 3′ O
Audla (deutsch Hauküll) ist ein Dorf (estnisch küla) auf der größten estnischen Insel Saaremaa. Es gehört zur Landgemeinde Saaremaa (bis 2017: Landgemeinde Laimjala) im Kreis Saare.

## Einwohnerschaft und Lage
Das Dorf hat 39 Einwohner (Stand 31. Dezember 2011). Es liegt 39 Kilometer nordöstlich der Inselhauptstadt Kuressaare.

## Geschichte
Der Ort wurde erstmals 1453 unter dem Namen Hankul urkundlich erwähnt. 1464 belehnte der Deutschordensmeister Johannes von Mengede einen Jacob Swart mit dem Hof Hauckull. Von 1623 bis 1806 stand er im Eigentum der adligen deutschbaltischen Familie Vietinghoff. Anschließend gehörte er der Familie von Buhrmeister. Letzter Privateigentümer vor der Enteignung im Zuge der Estnischen Landreform 1919 war Charles Otto Napoleon von Buhrmeister (1879–1930).

## Herrenhaus

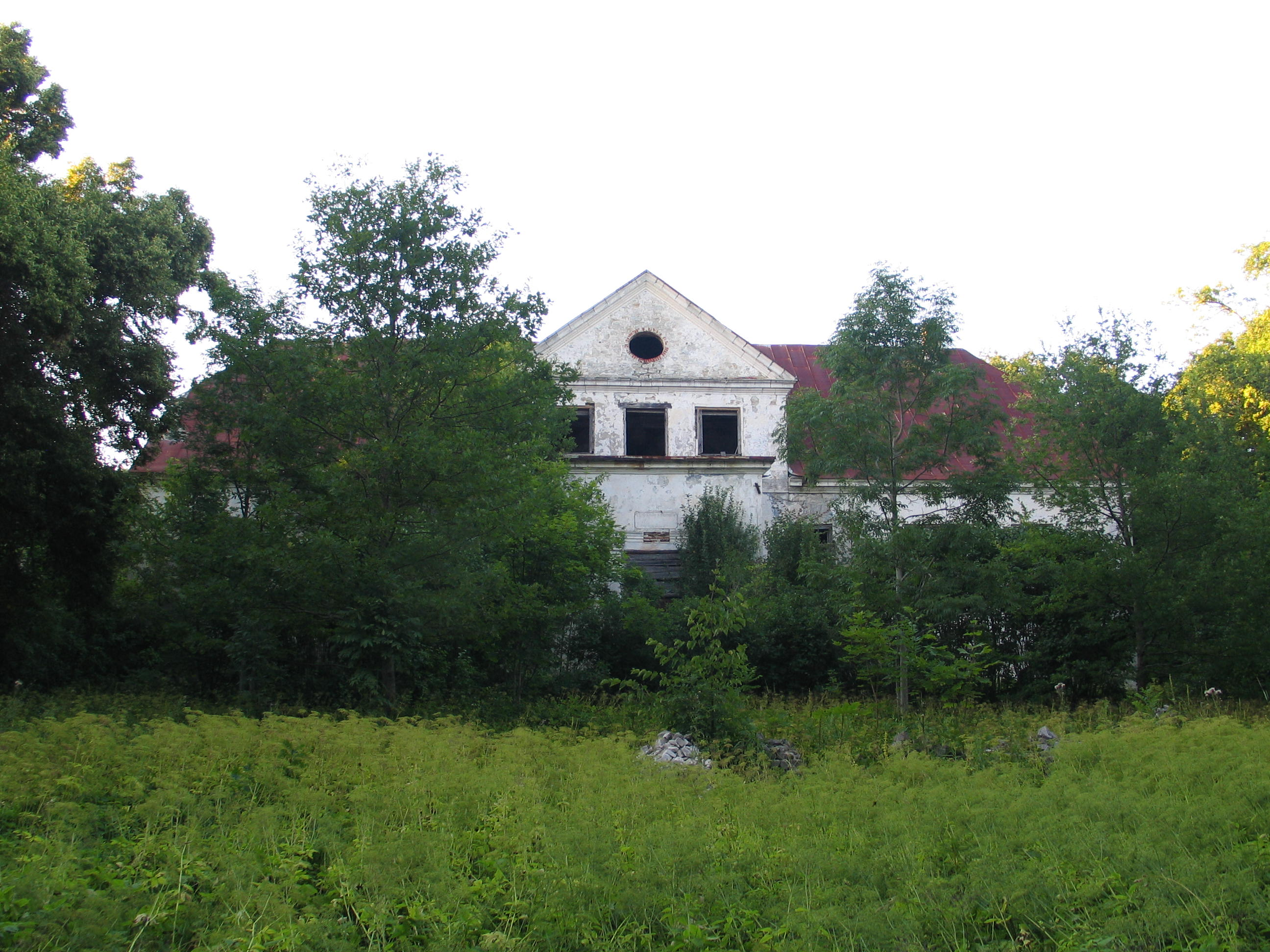
Herrenhaus von Audla

Das eingeschossige Herrenhaus im Stil des Frühklassizismus mit seinem Dreiecksgiebel stammt von 1805. Es wurde unter Carl Johann von Buhrmeister errichtet. An der Wand findet sich die deutschsprachige Inschrift Mauermeister Ledendorff. Peterson als Amtmann. 1805.
Nach der Enteignung des Gutes war bis in die 1970er Jahre im Herrenhaus eine Schule untergebracht. Danach stand das Gebäude leer und verfiel zusehends. Heute ist es eine Ruine. Das Anwesen befindet sich derzeit in Privatbesitz.